# Международный конгресс по почвоведению
Международный конгресс по почвоведению (англ. World Congress of Soil Science (WCSS); Международный почвенный конгресс; Всемирный конгресс почвоведов) — международный конгресс почвоведов, проводимый каждые четыре года с 1927 года в разных странах (прерывался Второй мировой войной).

## Описание
В настоящее время организуется Международным союзом почвоведов (IUSS). Из 18 конгрессов восемь были проведены в Европе, пять в Америке, три в Азии, один в Австралии и один в Африке. Конгрессы открыты только для членов общества. Число участников, посещающих постоянно увеличивается, с примерно 2000 членов, посещающих каждый конгресс, начиная с 15-го WCSS в Акапулько, Мексика.
Основные задачи конгресса:
- обеспечить развитие почвоведения как науки о почве и её применение.
- развитие прикладных наук связанных с почвой.

Предстоящие WCSS будут 2022 в Глазго (Шотландия, Великобритания) и 2026 в Нанкине (Китай).

## История
Международные съезды почвоведов начали проводиться в рамках Международных геологических конгрессов (МГК), затем на съездах агрогеологов и педологов. Современные Международные конгрессы по почвоведению начались с 1927 года.
Советские ученые были приглашены участвовать в конгрессе 1927 г., проводимым в Вашингтоне, американским ученым Я. Липманом.. Во время своей поездки в Москву в 1926 г. он также договорился с А.С. Енукидзе, А.А. Яриловым и К.Д. Глинкой о проведении следующего почвенного конгресса 1930 г. в СССР. 
Достижения русской почвенной школы, созданной В. В. Докучаевым (Докучаевская школа почвоведения), были восприняты за рубежом после публикаций его учеников на иностранных языках (главным образом Н. М. Сибирцева, К. Д. Глинки и В. К. Агафонова) и участия наших почвоведов на международных выставках, геологических конгрессах и международных съездах агрогеологов, педологов и почвоведов.
В списке указаны — Год, место проведения, название, количество делегатов
Начало международных съездов почвоведов:
- 1909  Будапешт — 1 Международный съезд агрогеологов, 86
- 1910  Стокгольм — 2 Международный съезд агрогеологов, 170 (Совместно с 11 сессией МГК)
- 1922  Прага — 3 Международный съезд педологов, 50
- 1924  Рим — 4 Международный съезд педологов, 463.[4]
- 1926  Москва — 1 Всесоюзный съезд почвоведов

Современные международные конгрессы по почвоведению (количество участников):
1. 1927  Вашингтон[5] (230)
2. 1930  Ленинград (266)
3. 1935  Оксфорд (154)
4. 1950  Амстердам (283)
5. 1954  Леопольдвиль (176)
6. 1956  Париж (399)
7. 1960  Мадисон (322)
8. 1964  Бухарест (498)
9. 1968  Аделаида (310)
10. 1974  Москва (395)
11. 1978  Альберта (411)
12. 1982  Нью-Дели (467)
13. 1986  ФРГ Гамбург (1013)
14. 1990  Киото (1056)
15. 1994  Акапулько (1570)
16. 1998  Монпелье (2069)
17. 2002  Бангкок ([уточнить])
18. 2006  Филадельфия ([уточнить])
19. 2010  Брисбен ([уточнить])
20. 2014  Чеджу ([уточнить])
21. 2018  Бразилия ([уточнить])
22. 2022  Глазго
23. 2026  Нанкин — планируемый

19 конгресс был проведён с 1 по 6 августа 2010 года в Брисбене, Квинсленд, Австралия, в Брисбенском выставочном центре. Тема конгресса — «Почвенные решения для меняющегося мира». Конференция была организована президентом IUSS (Роджер Свифт) и вице-президентом (Нил Мензис). 19-й WCSS был вторым конгрессом, проведенным в Австралии (9-й WCSS был проведен в Аделаиде, Австралия, в 1968 году), и был проведен совместно с Австралийским обществом почвоведения.
20 конгресс состоялся с 8 по 13 июня 2014 года на острове Чеджу-до, Южная Корея.
21 конгресс был в Рио-де-Жанейро (Бразилия) в августе 2018 года.